# Sarah-Maude Beauchesne
Sarah-Maude Beauchesne, née le 26 mars 1990 à Granby, est une autrice, scénariste, animatrice et comédienne québécoise. Après la mise en ligne du blog soft-sexu Les Fourchettes en 2010, elle se lance dans l'écriture de romans : Cœur de slush et Lèches-Vitrines. Elle signe également des scénarios, des webséries et des séries jeunesses pour la télévision québécoise. Elle participe notamment à la rédaction du populaire téléroman jeunesse Le Chalet, diffusé à VRAK.TV et est l'auteure de la série L'Académie, diffusée au Club Illico.
Elle explore principalement la thématique de l'adolescence, période qui fut particulièrement marquante pour l'auteure. À tonalité autobiographique, ses récits multiplient les points communs entre ses personnages et sa propre vie.

## Biographie
Fille du docteur Christian Beauchesne et de Danièle Francis, photographe et conseillère en entraînement sportif, elle passe son enfance avec sa sœur Andréane et sa demi-sœur Marie dans une résidence cossue de Granby, tout près du zoo. Dans un milieu familial jovial et stimulant, elle s'intéresse à la littérature : Dominique Demers et J. K. Rowling comptent parmi ses idoles, lui donnent le goût de la littérature et seront ultérieurement des sources d'inspiration.
Sarah-Maude Beauchesne fait ses études au Collège Mont-Sacré-Cœur, institution secondaire privée de Granby. Cet environnement scolaire lui permet de développer sa passion pour l'écriture. Membre du comité d'art dramatique du collège, elle assure notamment la rédaction du spectacle marquant la fin du secondaire (sorte de Bye Bye), où elle tient le rôle principal. En outre, deux amies rencontrées dans ce collège seront les modèles des personnages de Juliette et Rosine de ses romans.[réf. nécessaire]
À 17 ans, elle déménage à Montréal. Ce changement marque une période de grands bouleversements qui trouvent un écho dans ses romans à venir. Elle s'inscrit au Cégep du Vieux Montréal en lettres afin de suivre des cours de création littéraire.
Oscillant entre une carrière en humour ou en littérature, elle fait des études supérieures à l'Université du Québec à Montréal, où elle termine un certificat en création littéraire, tout en parachevant la mise en forme de son blog littéraire, Les Fourchettes, qui la fait connaître dans le milieu artistique. Sarah-Maude Beauchesne est aussi l'autrice du balado "Entre Filles" sur Ici Première et sur l'application mobile OHdio, où elle discute de divers sujets.
En août 2022, Sarah-Maude se fiance à Nicolas Morel avec qui elle forme un couple depuis la fin du printemps 2020.
En été 2024, Sarah-Maude se marie avec son conjoint Nicola Morel.

## Carrière
En 2010, elle lance sa plateforme littéraire web, Les Fourchettes, où elle publie des nouvelles soft-sexu, très sensibles, mais parfois un peu crues, inspirées des valeurs de sa génération. En lien à ce blog, elle met sur pied, avec une équipe de comédiennes, les populaires Soirs de Coutellerie, des soirées de lecture de textes tirés de son blog. Les Fourchettes seront d'ailleurs adaptées et publiées dans deux recueils de nouvelles et de poésie, Les Je-Sais-Pas (2011) et Les Je-Sais-Pas-Pantoute (2013), parus chez Publie.net respectivement en 2012 et 2013.
Vient ensuite la parution, aux Éditions Hurtubise, de ses deux romans, Cœur de slush (2014) et Lèches-Vitrine (2016), les deux premiers tomes d'une trilogie romanesque. Ces récits se veulent à la fois lumineux, naïfs, souvent drôles et parfois doux-amers. Inspirée de son parcours personnel, cette trilogie replonge dans l'univers d'une jeune femme de dix-sept ans qui vit, selon les mots de l'auteure, le plus beau des drames :  être amoureuse. Cœur de Slush est arrivé au cinéma québécois en juin 2023, produit par Christal Films. La  romancière travaille activement au scénario.
Toujours comme scénariste, elle signe déjà des scripts pour la série télévisée jeunesse Le Chalet et elle co-signe la scénarisation de la websérie Les Presqu’Histoires, diffusée sur la plateforme Urbania en 2015. En 2017, elle est l'auteure de la série télévisée L'Académie, série exclusive au Club Illico de Vidéotron. En plus de l'écriture, elle conçoit intégralement l'idée originale derrière cette série.
Elle apparaît dans la dernière saison de Switch and Bitch diffusée sur ICI TOU.TV en décembre 2016. Elle y joue son propre rôle.
La websérie Fourchette lancé en mars 2019 et diffusée sur ICI TOU.TV a été inspirée de son blogue Les Fourchettes. Elle a également scénarisé la série et y joue le rôle principal. À la suite du grand succès de la première saison sortie en 2019, une deuxième saison fut disponible à partir du 12 mars 2020. La troisième saison et dernière saison fit son apparition sur ICI TOU.TV le 17 novembre 2021. En 2021, elle fait aussi partie du jury pour le Prix de la nouvelle Radio-Canada 2021.

## Œuvres

### Romans de littérature d'enfance et de jeunesse
- Cœur de slush (2014)
- Billie-Lou (2015)
- Lèches-Vitrine (2016)
- Maxime  (2017)
- L'Été d'avant (2018)
- L'été d'après (2020)
- La Madrague (2020)
- Les Fourchettes (2020)
- Au lac D'amour (2021)[16]
- Faire la Romance (2023)[17]

### Recueils de nouvelles et de poésie
- Les Je-Sais-Pas (2011)
- Les Je-Sais-Pas-Pantoute (2013)

### Télévision
- Le Chalet (2015)[18]
- Switch and Bitch (2016)[19]
- L'Académie (2017)[20]

### Websérie
- Les Presqu’Histoires (2015)
- Fourchette (2019)[21]

### Film
- Manon aime le hockey (2017)[22]
- Coeur de Slush (2023)[23]

#### Actrice
- 2021 : Une révision de Catherine Therrien : attachée de presse

### Reconnaissances
- 2019: Nomination pour un prix Gémeaux dans la catégorie « Meilleure interprétation féminine pour une émission ou une série produite pour les médias numériques: dramatique » pour son émission Fourchettes[24]
- 2020: Nomination pour le meilleur texte: jeunesse pour la saison trois de son émission l'Académie[25]
- 2020: Récipiendaire du prix NUMIX dans la catégorie « Balado - entrevues et entretien » pour son balado Entre filles[26]
- 2022: Nomination pour un prix Gémeaux du meilleur texte pour une émission produite pour les médias numériques: dramatique pour la saison trois de son émission Fourchettes[27]